# Đảo Canoe
Đảo Canoe là một hòn đảo thuộc quần đảo San Juan, nằm trong eo biển Upright, giữa đảo Shaw và đảo Lopez. Hòn đảo này có độ cao tối đa là 60 feet và có diện tích khoảng 49,58 mẫu Anh (200.600 m²). Trên đảo có các loại cây tuyết tùng, cây thông và cây độc cần sinh trưởng trên một phần đất của đảo.

## Liên kết
- Canoe Island French Camp
- Aerial Views of Canoe Island Lưu trữ ngày 16 tháng 1 năm 2009 tại Wayback Machine